# Neocossyphus poensis
El zorzal de Fernando Póo (Neocossyphus poensis) es una especie de ave paseriforme de la familia Turdidae que habita en África. Debe su nombre en español al lugar donde fue descubierto para la ciencia, la isla de Fernando Póo en Guinea Ecuatorial, actualmente llamada Bioko. 

## Distribución y hábitat
Se encuentra en las selvas tropicales principalmente de África Central y occidental, distribuido por Angola, Camerún, Costa de Marfil, Gabón, Ghana, Guinea-Conakri, Guinea Ecuatorial,  Kenia, Liberia, Nigeria, República Centroafricana, República del Congo, República Democrática del  Congo, Sierra Leona, Somalia, Tanzania, Togo y Uganda.